# 西馬込
西馬込（にしまごめ）は、東京都大田区の町名。現行行政地名は西馬込一丁目および西馬込二丁目。住居表示実施済区域。

## 地理
東京都大田区の北部に位置する。北部は横須賀線（品鶴線）、東海道新幹線の線路に接し、これを境に中馬込に接する。東部は第二京浜に接し、これを境に南馬込に接する。南部から西部は仲池上に接する（地名はいずれも大田区）。幹線道路沿いにビルなどが見られるほかは、主に住宅地となっている。
一丁目に面積約2.1ha（約6400坪）の東京都交通局馬込車両工場があったが、2004年6月に廃止された。その跡地は2009年3月に学校法人立正大学学園が購入し、立正大学付属立正中学校・高等学校が2013年4月に移転した。

### 防災
東京都都市整備局が2022年に公表した「地震に関する地域危険度測定調査（第９回）」では、西馬込一丁目・二丁目いずれも、地震に対する火災危険度および総合危険度が、五段階評価のうち相対的に最も安全とされる「レベル1」となった。

### 地価
住宅地の地価は、2025年（令和7年）1月1日の公示地価によれば、西馬込2-25-13の地点で57万5000円/m2となっている。

## 歴史
1947年（昭和22年）撮影の航空写真を見ると、西馬込2丁目は全面が畑であった。今でも一箇所だけ畑が残っている。現在、スーパー文化堂になっている場所は、40年以上前は野菜の集積場であった。またその頃、大田区西馬込2-34にあるマゴメテニスクラブのテニスコートを掘り返したところ、地下2m位の場所から岩を組み合わせて作った石窟墓が発見された。中から人骨は見つからなかったが、副葬品である刀や装飾品が発見された。千年以上前の関東武士の墓ではないかと分析された。またこの墓を取り壊すにあたって、盛大なお祓いの儀式が執り行われた。石窟墓発見の報は新聞にも掲載された。

## 世帯数と人口
2024年（令和6年）4月1日現在（東京都発表）の世帯数と人口は以下の通りである。
| 丁目         | 世帯数    | 人口    |
| ------------ | --------- | ------- |
| 西馬込一丁目 | 2,072世帯 | 3,521人 |
| 西馬込二丁目 | 1,857世帯 | 3,227人 |
| 計           | 3,929世帯 | 6,748人 |

### 人口の変遷
国勢調査による人口の推移。
| 年                 | 人口  |
| ------------------ | ----- |
| 1995年（平成7年）  | 4,905 |
| 2000年（平成12年） | 5,280 |
| 2005年（平成17年） | 5,176 |
| 2010年（平成22年） | 5,519 |
| 2015年（平成27年） | 6,035 |
| 2020年（令和2年）  | 6,948 |

### 世帯数の変遷
国勢調査による世帯数の推移。
| 年                 | 世帯数 |
| ------------------ | ------ |
| 1995年（平成7年）  | 2,280  |
| 2000年（平成12年） | 2,584  |
| 2005年（平成17年） | 2,644  |
| 2010年（平成22年） | 2,936  |
| 2015年（平成27年） | 3,367  |
| 2020年（令和2年）  | 3,952  |

## 学区
区立小・中学校に通う場合、学区は以下の通りとなる（2023年3月時点）。
| 丁目         | 番地     | 小学校             | 中学校             |
| ------------ | -------- | ------------------ | ------------------ |
| 西馬込一丁目 | 1〜19番  | 大田区立馬込小学校 | 大田区立馬込中学校 |
| 西馬込一丁目 | 20〜33番 | 大田区立梅田小学校 | 大田区立馬込中学校 |
| 西馬込二丁目 | 全域     | 大田区立梅田小学校 | 大田区立馬込中学校 |

## 事業所
2021年（令和3年）現在の経済センサス調査による事業所数と従業員数は以下の通りである。
| 丁目         | 事業所数  | 従業員数 |
| ------------ | --------- | -------- |
| 西馬込一丁目 | 100事業所 | 845人    |
| 西馬込二丁目 | 138事業所 | 929人    |
| 計           | 238事業所 | 1,774人  |

### 事業者数の変遷
経済センサスによる事業所数の推移。
| 年                 | 事業者数 |
| ------------------ | -------- |
| 2016年（平成28年） | 233      |
| 2021年（令和3年）  | 238      |

### 従業員数の変遷
経済センサスによる従業員数の推移。
| 年                 | 従業員数 |
| ------------------ | -------- |
| 2016年（平成28年） | 1,737    |
| 2021年（令和3年）  | 1,774    |

## 交通
当地区東端の国道1号（第二京浜）直下に都営地下鉄浅草線西馬込駅がある。ほかに、付近を通るバス路線の利用もある。
- 東急バス 反01系統 五反田駅 - 川崎駅西口北（長大路線のため、本門寺裏停留所を境に運賃が変わる。そのため乗車する際、運転士に降車する停留所を告げて、先に運賃を支払う）
- 東急バス 反02系統 五反田駅 - 池上警察署 平日の早朝と深夜帯に運行。
- 東急バス 森01系統 大森操車所 - 大森駅 - 万福寺前 - 西馬込駅 - 池上警察署 平日日中のみ運行。

- JR京浜東北線大森駅まで
  - 東急バス 森01系統 大森駅(大森操車所)行きに乗車(平日日中のみ)
  - 万福寺前停留所より 東急バス 森02系統 大森駅(大森操車所)行きに乗車
  - 大森十中バス停留所より 東急バス 森06系統上池上循環(外回り)、森07系統上池上循環(内回り)に乗車

- JR京浜東北線、東急池上線・東急多摩川線蒲田駅まで
  - 西馬込駅前停留所もしくは万福寺前停留所から 東急バス 森01系統 蒲田駅行きに乗車(平日日中のみ)
  - 久が原の安詳寺前（あんじょうじまえ）バス停留所から 東急バス 蒲12系統 蒲田駅行きに乗車
  - 安詳寺前バス停留所から 東急バス 森05系統 大森駅(大森操車所)行きに乗車、池上駅前で下車し東急池上線に乗り換え
  - 大森十中前バス停留所から 東急バス 森07系統 上池上循環（内回り）に乗車、池上駅前で下車し東急池上線に乗り換え

## 施設
- ライフコミュニティ西馬込
- 大田区立馬込中学校
- 立正大学付属立正中学校・高等学校
- 大田区立馬込西公園
- 大田区立馬込ゆりの木公園
- 大田区立馬込二本木公園
- 東京都水道局馬込給水場
- 西馬込郵便局
- 馬込テニスクラブ
- 馬込なかよし幼稚園
- 閻魔堂（えんまどう）
- 西二稲荷

## その他

### 日本郵便
- 郵便番号 : 143-0026[2]（集配局 : 大森郵便局[17]）。